# Ordine di Suvorov
L'Ordine di Suvorov (in russo Орден Суворова?, Orden Suvorova) è stata un'onorificenza dell'Unione Sovietica.

## Storia
L'Ordine di Suvorov prende il nome da Aleksandr Vasil'evič Suvorov (1729 - 1800), famoso generale russo. Venne creato il 29 luglio del 1942, durante la Seconda guerra mondiale, per decisione del Presidium del Soviet Supremo dell'Unione Sovietica. Fu istituito per premiare militari anziani per eccezionali capacità di comando durante il combattimento.
Dopo lo scioglimento dell'Unione Sovietica, l'Ordine venne mantenuto dalla Federazione Russa ed abolito in seguito, il 7 settembre 2010, per essere sostituito da un ordine omonimo.

## Classi
L'Ordine disponeva delle seguenti classi di benemerenza:
- I Classe (391 assegnazioni)
- II Classe (2863 assegnazioni)
- III Classe (4012 assegnazioni)

Il primo ad essere decorato con l'Ordine di Prima Classe fu il Maresciallo dell'Unione Sovietica Georgij Konstantinovič Žukov, il 28 gennaio 1943.
L'Ordine di Prima Classe venne concesso a Comandanti dell'esercito per un'eccezionale direzione delle operazioni belliche. Consisteva in una stella di platino di 55 mm con al centro un medaglione di 30 mm, sempre in platino, nel quale era raffigurato in oro il busto di Aleksandr Vasil'evič Suvorov. Sotto il busto una spiga di grano, attorno, la scritta Aleksandr Suvorov in caratteri dorati. Il bordo del medaglione era ornato da un anello rosso circondato da un altro anello d'oro. Nella parte alta della stella di platino si trova una stella di Rubino circondata d'oro.
| Insegne    | Insegne   | Insegne  |
| ---------- | --------- | -------- |
|            |           |          |
| Nastri     |           |          |
| III Classe | II Classe | I Classe |

## Assegnazione
L'Ordine di Seconda Classe venne concesso a Comandanti di Corpo d'Armata, di Divisione o di Brigata per vittorie decisive ottenute contro un nemico in superiorità numerica. La medaglia consisteva di una stella d'oro massiccio di 50 mm con un medaglione centrale di 25 mm, in tutto uguale a quello della Prima Classe ma d'argento anziché di platino.
L'Ordine di Terza Classe venne concesso a comandanti di Reggimento, ai loro Vice e ai Comandanti di Battaglione o di Compagnia per straordinarie capacità di comando decisive per la vittoria in battaglia. La medaglia di Terza Classe è uguale in tutto a quella di Seconda Classe, ma è fatta completamente d'argento e la scritta è in caratteri rossi smaltati.
Nonostante i criteri ufficiali di assegnazione, sia la Prima che la Seconda Classe dell'Ordine vennero concesse varie volte anche a dirigenti di industrie militari e a ricercatori distintisi nello stesso ambito.
Dopo lo scioglimento dell'Unione Sovietica l'Ordine venne mantenuto dalla Federazione Russa.